# بيتر كوك (سياسي)
بيتر كوك (بالإنجليزية: Peter Cook)‏ هو سياسي أسترالي، ولد في 8 نوفمبر 1943 في أستراليا، وتوفي في 3 ديسمبر 2005 في نفس البلد. حزبياً، نشط في حزب العمال الأسترالي. وقد انتخب عضو مجلس الشيوخ الأسترالي ‏ عن دائرة أستراليا الغربية (5 مارس 1983 – 30 يونيو 2005).